# Ja, Kuba
Ja, Kuba (hiszp. Soy Cuba) – radziecko-kubański film dramatyczny z 1964 roku w reżyserii Michaiła Kałatozowa.